# Spassk-Rjasanski
Spassk-Rjasanski (russisch Спасск-Рязанский) ist eine Kleinstadt in der Oblast Rjasan (Russland) mit 7745 Einwohnern (Stand 14. Oktober 2010).

## Geografie
Die Stadt liegt im Südteil der Meschtschoraniederung etwa 50 km südöstlich der Oblasthauptstadt Rjasan am linken Altarm Spasski Saton der Oka, eines rechten Nebenflusses der Wolga.
Spassk-Rjasanski ist Verwaltungszentrum des Rajons Spassk.

## Geschichte
Ein mindestens seit dem 15. Jahrhundert bestehendes Handwerker- und Handelsdorf (Sloboda) an Stelle des heutigen Stadt wurde erstmals 1629 unter der Bezeichnung Waskina Poljana, auch Dorf Spassk urkundlich erwähnt. Es gehörte dem im 15. Jahrhundert gegründeten und 1764 aufgelassenen Erlöser-Saretschenski-Kloster (Спас-Зареченский монастырь/Spas-Saretschenski monastyr). Das Wort Spas für Erlöser ging auf den Ort über; Saretschenski, etwa hinter dem Fluss, bezieht sich auf die Lage gegenüber der ursprünglichen, 1237 von den Mongolen unter Batu Khan zerstörten ursprünglichen Stadt Rjasan (später und bis heute als Dorf Staraja Rjasan, Alt-Rjasan genannt).
1778 wurde das Stadtrecht als Verwaltungszentrum eines Kreises (Ujesds) Spassk verliehen. 1929 wurde zur Unterscheidung von anderen Städten gleichen Namens (Spassk in der Oblast Pensa und Spassk-Dalni in der Region Primorje) der Namenszusatz Rjasanski angefügt.

### Bevölkerungsentwicklung
| Jahr | Einwohner |
| ---- | --------- |
| 1897 | 4759      |
| 1926 | 6324      |
| 1939 | 7341      |
| 1959 | 7171      |
| 1970 | 8434      |
| 1979 | 9240      |
| 1989 | 9835      |
| 2002 | 8858      |
| 2010 | 7745      |

Anmerkung: Volkszählungsdaten

## Kultur und Sehenswürdigkeiten

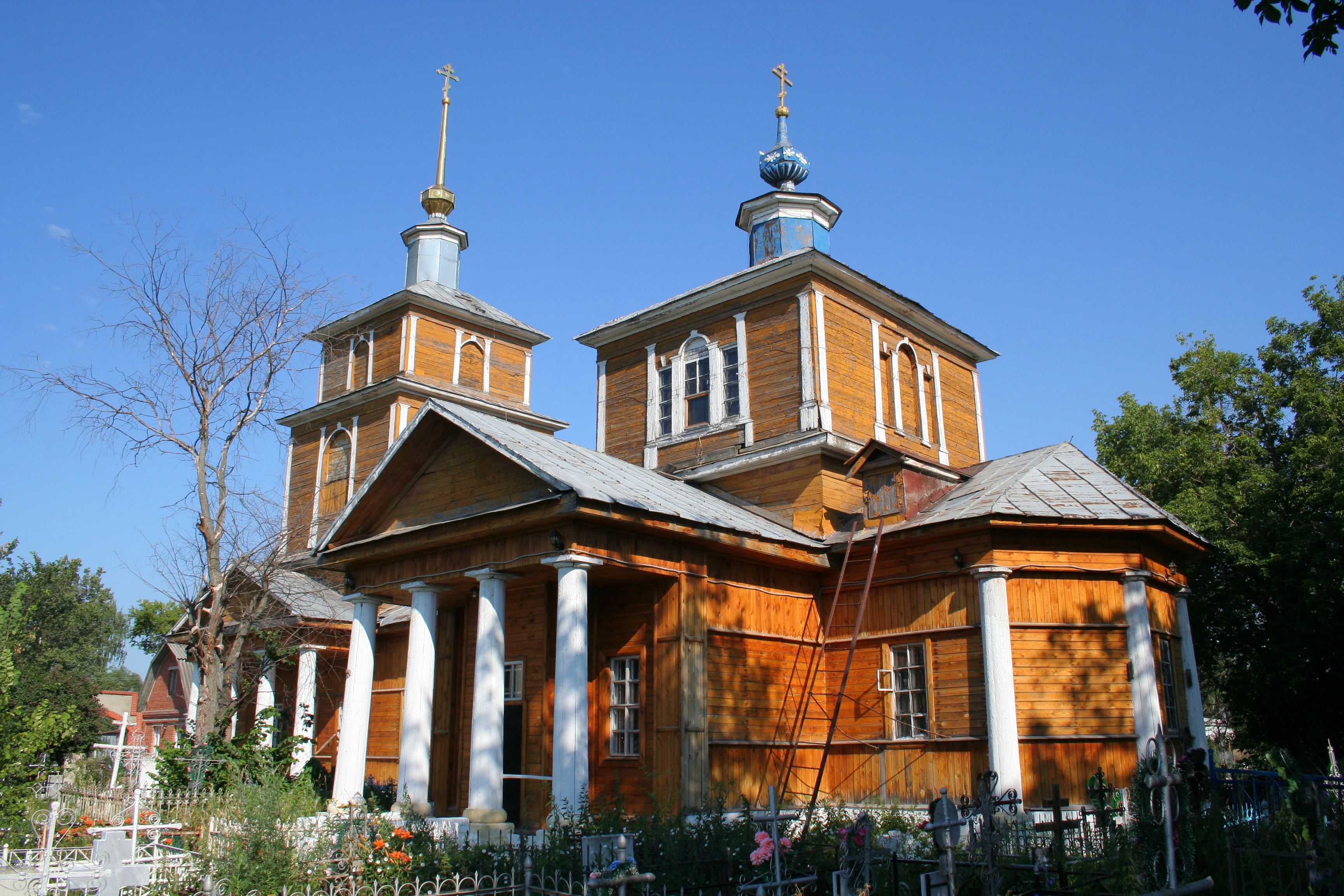
Friedhofskirche der Christi Himmelfahrt in Spassk

In Spassk-Rjasanski sind eine Reihe von Kirchen und Häusern aus dem 19. und frühen 20. Jahrhundert erhalten.
Beim drei Kilometer entfernten Dorf Staraja Rjasan am gegenüber liegenden Oka-Ufer befinden sich die Überreste der ursprünglichen Stadt Rjasan aus der 12. bis 13. Jahrhundert.
Die Stadt besitzt ein Geschichts- und Architekturmuseum.
Im Dorf Ischewskoje des Rajons Spassk befindet sich ein Ziolkowski-Museum für den dort 1857 geborenen Raumfahrtpionier.
In Norden des Rajons liegt an der Oka und ihrem linken Nebenfluss Pra der Oka-Sapowednik mit Verwaltung im Dorf Brykin Bor. Das Naturschutzgebiet wurde 1935 gegründet und ist heute 55.744 Hektar groß. Seit 1985 besitzt es den Status eines Biosphärenreservates. Ein Teil des Territoriums gilt als besonders schützenswertes Feuchtgebiete nach der Ramsar-Konvention.

## Wirtschaft und Infrastruktur
Größtes Unternehmen der Stadt ist eine Lederwarenfabrik. Daneben gibt es Betriebe der Lebensmittel- und Leichtindustrie.
Die Eisenbahnstrecke Moskau–Rjasan–Rusajewka–Sysran sowie die Fernstraße M5 Moskau–Rjasan–Samara–Tscheljabinsk verlaufen 15 bis 20 Kilometer westlich und südlich der Stadt am jenseitigen Oka-Ufer, erreichbar über eine Brücke sowie mit einer Kraftfahrzeugfähre.

## Persönlichkeiten
- Georgi Wagner (1908–1995), Kunstwissenschaftler
- Nikolai Smeljakow (1911–1995), sowjetischer Politiker
- Oleg Romanzew (* 1954), Fußballspieler und -trainer